# Fernando Verdasco
Fernando Verdasco Pahima Carmona, född 15 november 1983 i Madrid, är en vänsterhänt professionell spansk tennisspelare. Han har spelat på ATP-touren sedan 2001 och har som bäst varit rankad 7:a i singel och har vunnit 5 singeltitlar.

## Tenniskarriären

### 2004
Fernando Verdasco vann sin första ATP-titel i singel under säsongen 2004 i spanska Valencia. Han besegrade i semifinalen spanjoren Juan Carlos Ferrero (som för övrigt var regerande mästare) och i finalen Albert Montanes med siffrorna 7-6(5), 6-3. Han nådde även finalen i Acapulco, men förlorade mot Carlos Moya med setsiffrorna 6-3, 6-0. "
Samma år vann Verdasco sin första dubbeltitel i Stockholm tillsammans med sin landsman Feliciano Lopez. De finalbesegrade australiensiska paret Wayne Arthurs / Paul Hanley med 6-4, 6-4.
När säsongen 2004 slutade var Verdasco rankad som 36:a i världen.

### 2005
År 2005 slog Verdasco Andy Roddick två gånger (rankad 5). Han slog även Novak Djokovic      (rankad 3:a)innan han åkte ut i fjärde omgången i US open mot Jarkko Nieminen. Verdasco förlorade finalen i Kitsbuhel mot Gaston Gaudio och han rankades som 32:a i världen när säsongen var slut.

### 2006
Detta år slog han imponerande den då 3:a rankade David Nalbandian. Men annars var det här Verdascos sämsta år hittills och han tappade tre placeringar i världsrankningen.     

### 2007
I St. Petersburg nådde Verdasco final utan att tappa ett enda set. På vägen till final slog han den högt rankade Marin Cilic. Att han spelade briljant tennis hjälpte inte. Verdasco förlorade finalen mot skotten Andy Murray. Men han slutade ändå på 27 plats i världsrankningen.      

### 2008
I Wimbledon tog Verdasco sig fram till fjärde omgången där han fick möta Mario Ancic. Han förlorade matchen som urartade sig till en riktig rysare i fem set. Verdasco tog de första två men Ancic gav inte upp utan tog de resterande tre seten och därmed också matchen. Sista setet varade i cirka 90 minuter och slutade 13-11 till Ancics favör.
Efter att ha gått titellös i nästan fyra säsonger tog han sin andra titel i karriären i kroatiska Umag. Han finalbesegrade där 30:e rankade ryssen Igor Andrejev efter tre set med de jämna setsiffrorna 3-6, 6-4 7-6(4).

### 2009
I årets första Grand Slam, Australiska öppna, spelade sig Verdasco något överraskande fram till semifinal. Han ställdes där mot landsmannen Rafael Nadal och de två spelade en spännande maratonmatch över fem set. Matchen, som varade i över fem timmar (den längsta matchen i Australiska öppnas historia), slutade till Verdascos nackdel, 7-6(4), 4-6, 6-7(2), 7-6(1), 4-6. Nadal kammade senare hem titeln och Verdasco gick för första gången upp till topp 10 på rankingen, en nionde plats.

### Verdasco somDavis Cup-spelare
Verdasco har spelat 12 matcher i Davis Cup för Spanien. Han har vunnit sju av dem.

## Spelaren och personen
Verdasco började spela tennis vid fyra års ålder och fick en tränare på heltid när han var åtta år. Hans bästa slag är hans forehand.

## ATP-titlar

### Singel (5)
- 2010 - Barcelona, San Jose
- 2009 - New Haven
- 2008 - Umag
- 2004 - Valencia

### Dubbel (1)
- 2004 - Stockholm